# Luciano Bergamin
Dom Luciano Bergamin CRL (Loria, 4 de maio de 1944) é um bispo católico italiano residente no Brasil. É o bispo-emérito de Nova Iguaçu, no estado do Rio de Janeiro.

## Biografia
Após os estudos preparatórios no Seminário São Pio X, dos Cônegos Regulares Lateranenses, frequentou em Roma os cursos de filosofia na Pontifícia Universidade Santo Tomás de Aquino e de teologia na Pontifícia Universidade Gregoriana, obtendo licenciatura em ambas disciplinas.
Aos 2 de outubro de 1961, fez a sua profissão religiosa e no dia 19 de abril de 1969 foi ordenado sacerdote na localidade de Castelfranco Veneto. No dia 5 de abril de 2000, o Papa João Paulo II o nomeou bispo auxiliar da diocese de Santo Amaro, em São Paulo, com a sede titular de Ottabia, recebendo a ordenação episcopal no dia 20 de maio sucessivo. No dia 24 de julho de 2002 foi nomeado pelo Papa João Paulo II o novo bispo da diocese de Nova Iguaçu, cuja posse aconteceu no dia 22 de setembro de 2002.
No dia 12 de maio de 2011, durante a 49ª Assembleia do Episcopado Brasileiro em Aparecida, foi eleito vice-presidente do Regional Leste-1 da Conferência Nacional dos Bispos do Brasil.